# Leonard Winterowski

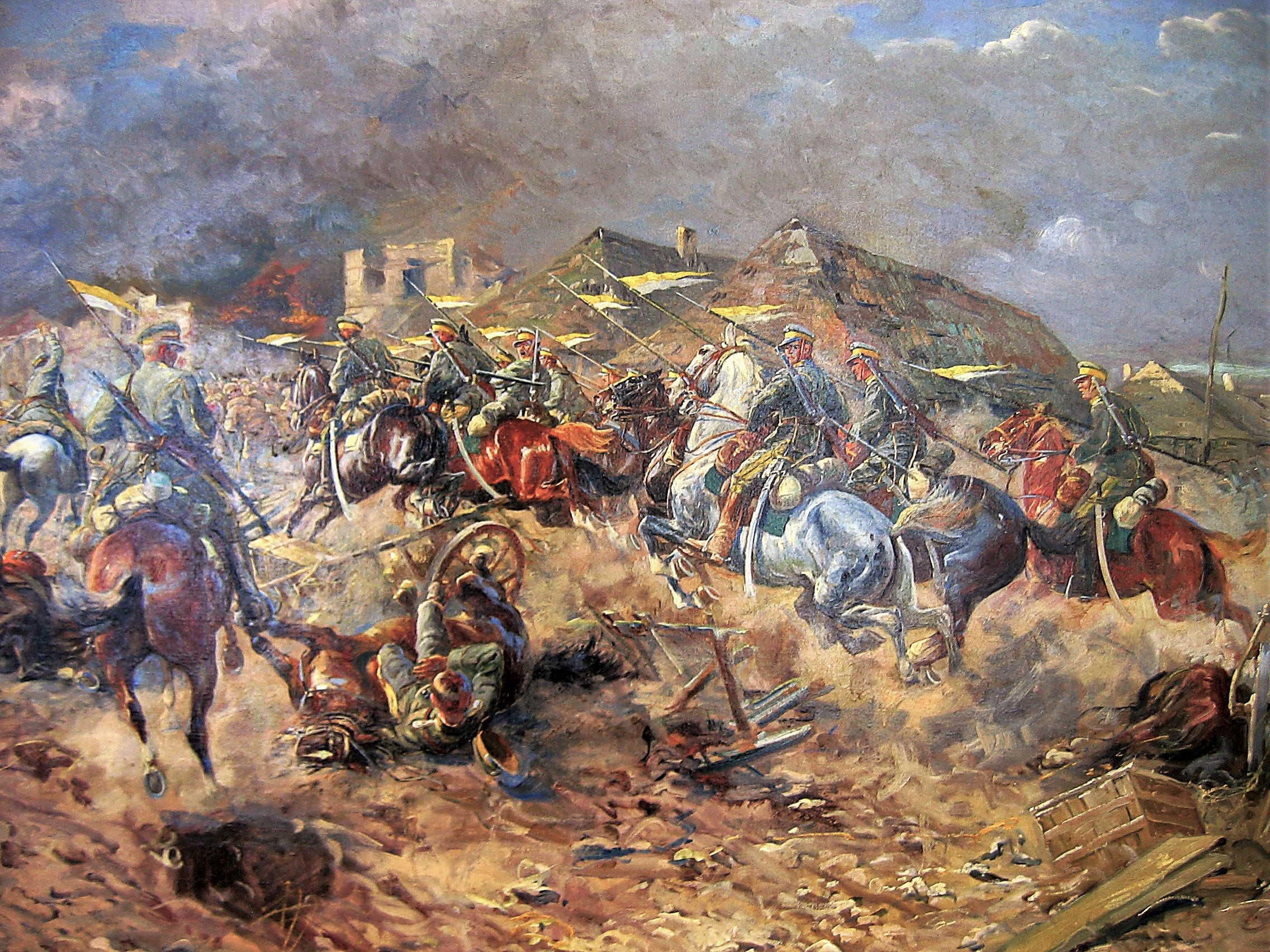
Atak polskich ułanów na bolszewików pod Słuckiem ze zbiorów Muzeum Narodowego w Lublinie

Leonard Winterowski (również Leonard Wintorowski, ur. 5 listopada 1868 w Czerniowcach, zm. 9 maja 1927 w Warszawie) – polski malarz batalista.

## Życiorys
Studiował w Krakowie w Szkole Sztuk Pięknych w latach 1895–1897 u Teodora Axentowicza. Następnie uzupełniał naukę w Wiedniu. Debiutował na wystawie Towarzystwa Przyjaciół Sztuk Pięknych w Krakowie w 1897 roku, wystawiał również w Warszawie, Wiedniu i Berlinie.
Początkowo malował sceny rodzajowe, portrety i pejzaże. W czasie I wojny światowej, gdy służył jako korespondent wojenny, zainteresował się tematyką batalistyczną. Malował głównie epizody z wojny polsko-bolszewickiej, jego prace odznaczały się ekspresją i dynamiką, wykonywane były techniką olejną i akwarelą. W 1913 roku wykonał stacje Drogi Krzyżowej do Bazyliki Kolegiackiej Ducha Świętego w Przeworsku.